# Roline Wichers Wierdsma
Roline Maria Wichers Wierdsma (Franeker, 30 oktober 1891 – Domburg, 30 juni 1970) was een Nederlands graficus, tekenaar en medailleur.

## Leven en werk
Roline Wichers Wierdsma was een telg van het geslacht Wiersdma en een dochter van de Franeker burgemeester Wiardus Willem Wichers Wierdsma (1853-1946) en Marie Catharina Wilhelmine Sprenger. Rond 1906 verhuisde ze naar Hilversum, waar ze les kreeg van Jan Antonius van Schooten (1909-1912). Aan de Larense kunstschool kreeg ze lessen van Ferdinand Hart Nibbrig en Simon Moulijn. Ze bezocht daarna het Internationaal Schildersatelier in Amsterdam, onder leiding van Marie de Jonge en Martin Monnickendam, en kreeg in 1920 nog les van Willem van Konijnenburg. In 1921 verhuisde Wichers Wierdsma naar Aagtekerke, ze werd in dat jaar benoemd tot directrice van het Koninklijk Zeeuwsch Genootschap der Wetenschappen.
Ze maakte en ontwierp onder andere ex-libris, houtsnedes en postzegels en penningen voor de Koninklijke Begeer. Albert Plasschaert noemde haar in 1923 "wel een talent, maar door theoretische overweging niet altijd vrij noch gaaf genoeg. Zij maakte veel „vlak" werk; er is in sommige harer dr.-n. een niet te miskennen hartstochtelijke expressie." In 1927 werd een mapje geplubliceerd met Ex-libris uitgevoerd naar dertig teekeningen van R.M. Wichers Wierdsma, met een voorwoord van Johan Schwenke.
Ze was lid van de Vereeniging tot Bevordering der Grafische Kunst. In 1925 behoorde ze tot de achttien oprichters van de Vereniging voor Penningkunst, naast onder anderen Carel Begeer, jhr. Eltjo van Beresteyn, Marius Brinkgreve, H. Enno van Gelder, Huib Luns, Elisabeth Neurdenburg, jhr. Matthias W. Snoeck, Cornelis George Vattier Kraane en Willem Vogelsang.

## Enkele werken
- 350 jaar bevrijding van Middelburg
- 1925 ontwerp gedenkpenning voor numismate M.G.A. de Man, t.g.v. haar 70e verjaardag. Gemodelleerd door E. Hüttl, gegoten door Koninklijke Begeer.[8]
- 1927 jubileumpenning t.g.v. 100 jaar sluis van Terneuzen[9]
- 1933 ontwerp postzegel t.g.v. het 400e geboortejaar van prins Willem van Oranje.[10]

- Biografisch Portaal: 52401133
- RKD-Nederlands Instituut voor Kunstgeschiedenis: 84112